# Polyamide
Een polyamide is een molecuul dat bestaat uit een keten van monomeren van het type amide. Een polyamide kan een alifatische (acyclische) structuur hebben, maar kan ook gevormd worden uit arylverbindingen. Wol en zijde zijn natuurlijke polyamiden. Daarnaast bestaan er talloze kunststoffen van polyamide, zoals nylon en aramide. Synthetische amiden worden doorgaans gesynthetiseerd uit een carbonzuur of carbonzuurchloride en een organisch diamine.
Polyamides worden gebruikt voor de productie van o.a. autobanden en kleding.

## Voorbeelden
Synthetische polyamiden, bekend onder handelsnamen, zijn:
Cordura, Kevlar, Nomex, Nylon, Perlon, Tactel, Technora, Teijinconex, Twaron.

## Productie

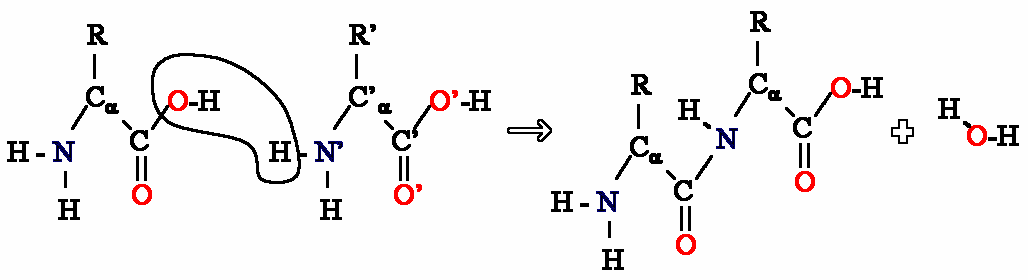
Voorbeeld van een polyamide uit reactie tussen twee aminozuren, de reactie verloopt door middel van alifatische nucleofiele substitutie.

Para-aramide PPTA uit de reactie van 1,4-fenyleendiamine (p-fenyleendiamine) met tereftaloylchloride